# Franz Tetzner
Franz Oskar Tetzner (* 22. März 1863 in Werdau, Sachsen; † 24. Februar 1919 in Leipzig) war ein deutscher Lehrer, Ethnologe, Regionalhistoriker, Schriftsteller und Publizist.

Franz Tetzner im Jahr 1894

## Leben
Tetzner studierte an der Universität Leipzig Germanistik, wurde zum Dr. phil. promoviert und war anschließend in Leipzig beruflich als Realschullehrer tätig, während seiner späteren Berufsjahre als Oberlehrer und Gymnasialprofessor. Er forschte nebenberuflich auf dem Gebiet der Ethnologie, insbesondere der Slawistik, und veröffentlichte eine Reihe wertvoller Aufsätze und Abhandlungen auf diesem Gebiet. Im Verlag seiner Ehefrau hatte er die Möglichkeit, seine literarischen Neigungen als Herausgeber und durch eigene schriftstellerische Beiträge zur Entfaltung zu bringen, ein Vorteil, den er unermüdlich und mit großem Fleiß nutzte. Er unternahm auch Weltreisen und verfasste Reisebücher.
Tetzner zählte zu seinen Vorfahren den Ratsmann von Kempnicz Peter Teczner, der 1352, 1365 und 1367 urkundlich nachgewiesen ist, die 1. Bau- und Erbrechtsordnung mit verabschiedete und Mitstifter der Leprosenkapelle vor der Stadt gewesen war.
Er heiratete am 25. März 1893 Martha Helene verw. Claußner (* 18. Februar 1872), Inhaberin der Verlagsanstalt Robert Claußner, Leipzig; aus der Ehe gingen zwei Söhne hervor.

## Schriften (Auswahl)
- Die Kuren in Preußen. In: Globus, Band LXXV, Nr. 6, vom 4. Februar, Braunschweig 1899, S. 89–96 (Google Books).
- Die Slowinzen und Lebakaschuben. Land und Leute, Haus und Hof, Sitten und Gebräuche, Sprache und Litteratur im östlichen Hinterpommern. Felber, Berlin 1899 (Google Books, eingeschränkte Vorschau).
- Die Slawen in Deutschland. Beiträge zur Volkskunde der Preussen, Litauer und Letten, der Masuren und Philopponen, der Tschechen, Mähren und Sorben, Polaben und Slowinzen, Kaschuben und Polen. Vieweg, Braunschweig 1902 (Google Books, eingeschränkte Vorschau).
- Das kursächsische Amt Werdau unter den Ernestinern. In: Neues Archiv für Sächsische Geschichte und Altertumskunde, Band 3, 1912, S. 1–35.
- Das kursächsische Amt Werdau unter den Albertinern bis zum Dreißigjährigen Krieg. In: Neues Archiv für Sächsische Geschichte und Altertumskunde Band 35, 1914, S. 39–67.

als Herausgeber
- Deutsche Geschichte in Liedern deutscher Dichter. Zwei Bände, Reclam, Leipzig 1892 und 1893.
  - Erster Teil: Von Pytheas bis Luther (Google Books).
  - Zweiter Teil: Von Ferdinand II. bis Wilhelm II. (Google Books).
- Unsere Dichter in Wort und Bild. Bände 1–6, Verlagsbuchhandlung von R. Claußner, Leipzig 1891–1896.
  - Band 4: Weltpoesie, 1894 (Google Books).